# Yetholmschild vom Lough Gur
Der Yetholmschild vom Lough Gur (Objektnummer IA:1872.15) ist ein aus Bronze gearbeiteter runder Schild im Yetholm-Stil, der auf etwa 700 v. Chr. datiert wird. Er wurde 1872 in einem Moor zwischen Ballinamoona und Herbertstown am Lough Gur im County Limerick in Irland gefunden und befindet sich im heute im Irischen Nationalmuseum.

## Beschreibung
Der Schild wurde aus einem Stück gearbeitet, in seine gewellte Oberfläche wurden anschließend Rippen und Buckel getrieben. In der Mitte des Schildes befindet sich ein großer Schildbuckel, der von einem umlaufenden Reifen abgesetzt wird. Die Mitte ist von sechs gleichmäßig konzentrische Rippen umgeben, zwischen deren Ringen sich kleinere Buckel befinden. Der Rand wurde durch Eindrehen der Kante geformt. Auf der Rückseite verläuft über die Vertiefung des Mittelbuckels die Handfessel, die von zwei Nieten gehalten wird. Im mittleren Buckelring sind zwei Schlingen angebracht, die ebenfalls mit Nieten befestigt sind.
Auf dem Schild befand sich ein faseriger Stoff, der erst als Rest eines Lederbezugs und später als Rest eines Textils gedeutet wurde, in das der Schild eingewickelt gewesen sein soll. Tatsächlich ist die Herkunft des Stoffes unklar.

## Funktion und Bedeutung
Es wird angenommen, dass der Schild vor allem als Paradeschild diente, da die um 700 v. Chr. gebräuchlichen Lederschilde den Angriffen der damaligen Schwerter besser standhielten. Möglicherweise bot aber gerade die gesickte Oberfläche Schutz vor Schwerthieben, da die Widerstandsfähigkeit des Materials dadurch erhöht wurde.
Von den insgesamt 21 auf den Britischen Inseln gefundenen Yetholmschilden (benannt nach einem Fundplatz in Schottland) ist er der einzige, der in Irland gefunden wurde, weshalb die Möglichkeit besteht, dass er aus Großbritannien importiert wurde. Ein weiterer Schild wurde in Dänemark gefunden.